# دليعة

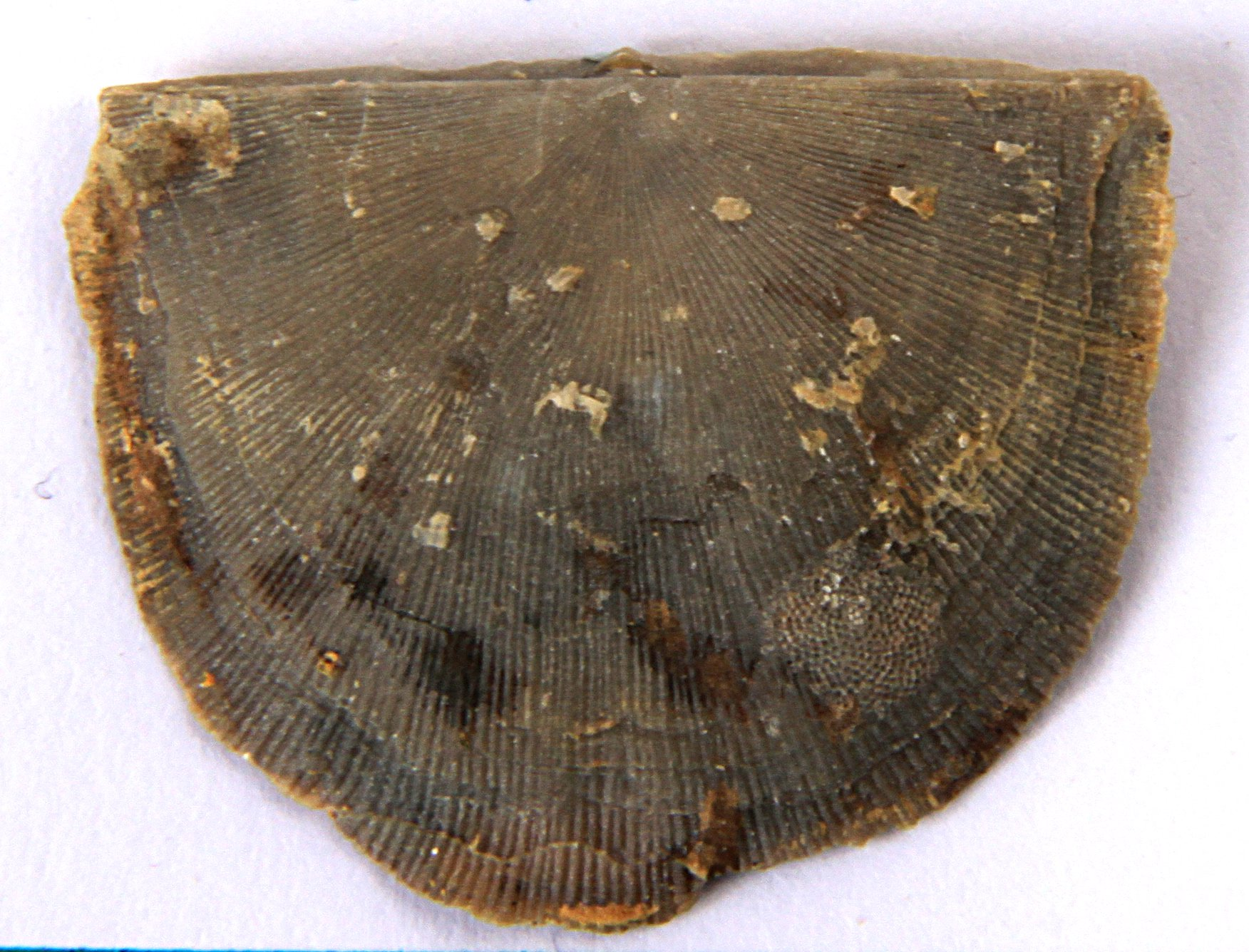

دُلَيْعَة جنس من عضديات الأرجل. أنواعه المعروفة عديدة، جميعها من متحجرات الأباج القديم.